# Superliga de Albania 2017-18
La Superliga de Albania 2017-18 (oficialmente y en albanés: Kategoria Superiore 2017-18) es la 79va edición de la máxima categoría de fútbol de Albania. Está organizada por la Federación Albanesa de Fútbol y se disputada por 10 equipos. Comenzó el 9 de septiembre de 2017 y finalizó el 19 de mayo de 2018.

## Ascensos y descensos
| Pos. | Descendidos de la Superliga |
| ---- | --------------------------- |
| 9.º  | Tirana                      |
| 10.º | Korabi                      |

| Pos.        | Ascendidos de 1.ª División |
| ----------- | -------------------------- |
| 1.º Grupo A | Kamza                      |
| 1.º Grupo B | Lushnja                    |

## Sistema de competición
Se disputan 36 jornadas bajo el sistema de todos contra todos, enfrentándose todos los equipos entre sí en cuatro oportunidades, alternando las localías rueda tras rueda, de forma tal que cada equipo enfrenta a sus rivales dos veces como local y dos como visitante.
La clasificación final se establece a partir de los puntos obtenidos en cada encuentro, otorgando tres por partido ganado, uno por empatado y ninguno en caso de derrota. En caso de igualdad de puntos entre dos o más equipos, se aplican, en el mencionado orden, los siguientes criterios de desempate:
1. Mayor cantidad de puntos en los partidos entre los equipos implicados;
2. Mejor diferencia de goles en los partidos entre los equipos implicados;
3. Mayor cantidad de goles a favor en los partidos entre los equipos implicados;
4. Mejor diferencia de goles en toda la temporada;
5. Mayor cantidad de goles a favor en toda la temporada;
6. Sorteo.

Al finalizar el campeonato, el equipo que sumo más puntos se consagró campeón y como tal, disputó la segunda ronda previa de la Liga de Campeones de la UEFA 2018-19. A su vez, el subcampeón y el tercero acceden a la primera ronda previa de la Liga Europa de la UEFA 2018-19. Por otro lado, los últimos dos equipos descendieron directamente a la Kategoria e Parë.

## Equipos participantes
| Equipo                | Ciudad      | Estadio                 |
| --------------------- | ----------- | ----------------------- |
| Flamurtari Vlorë      | Vlorë       | Flamurtari              |
| Kamza                 | Kamëz       | Kamëz                   |
| Kukësi                | Kukës       | Zeqir Ymeri             |
| Laçi                  | Laç         | Laçi                    |
| Lushnja               | Lushnjë     | Abdurrahman Roza Haxhiu |
| Luftëtari Gjirokastër | Gjirokastra | Gjirokastra             |
| Partizan              | Tirana      | Qemal Stafa             |
| Skënderbeu Korçë      | Korçë       | Skënderbeu              |
| Teuta Durrës          | Durrës      | Niko Dovana             |
| Vllaznia Shkodër      | Shkodër     | Loro Boriçi             |

| \| Condado \| N.º \| Equipos \| \| ----------- \| --- \| --------------------- \| \| Tirana \| 2 \| Partizan; Kamza \| \| Durrës \| 1 \| Teuta Durrës \| \| Fier \| 1 \| Lushnja \| \| Gjirokastër \| 1 \| Luftëtari Gjirokastër \| \| Korçë \| 1 \| Skënderbeu Korçë \| \| Kukës \| 1 \| Kukësi \| \| Lezhë \| 1 \| Laçi \| \| Shkodër \| 1 \| Vllaznia Shkodër \| \| Vlorë \| 1 \| Flamurtari Vlorë \| |     |                       |
| Condado | N.º | Equipos               |
| Tirana | 2   | Partizan; Kamza       |
| Durrës | 1   | Teuta Durrës          |
| Fier | 1   | Lushnja               |
| Gjirokastër | 1   | Luftëtari Gjirokastër |
| Korçë | 1   | Skënderbeu Korçë      |
| Kukës | 1   | Kukësi                |
| Lezhë | 1   | Laçi                  |
| Shkodër | 1   | Vllaznia Shkodër      |
| Vlorë | 1   | Flamurtari Vlorë      |

## Clasificación
|  |     | Equipos                | PJ | PG | PE | PP | GF | GC | Dif | Pts |
|  | --- | ---------------------- | -- | -- | -- | -- | -- | -- | --- | --- |
|  | 1.  | Skënderbeu Korçë (C) 1 | 36 | 21 | 6  | 8  | 68 | 41 | +27 | 72  |
|  | 2.  | Kukësi                 | 36 | 18 | 9  | 9  | 61 | 41 | +20 | 63  |
|  | 3.  | Luftëtari Gjirokastër  | 36 | 16 | 11 | 9  | 47 | 37 | +10 | 59  |
|  | 4.  | Laçi                   | 36 | 16 | 8  | 12 | 45 | 39 | +6  | 56  |
|  | 5.  | Partizan               | 36 | 15 | 8  | 13 | 41 | 36 | +5  | 53  |
|  | 6.  | Flamurtari Vlorë       | 36 | 11 | 13 | 12 | 37 | 37 | 0   | 46  |
|  | 7.  | Kamza                  | 36 | 12 | 10 | 14 | 37 | 41 | -4  | 46  |
|  | 8.  | Teuta Durrës           | 36 | 12 | 10 | 14 | 55 | 58 | -3  | 46  |
|  | 9.  | Vllaznia Shkodër (D)   | 36 | 12 | 8  | 16 | 38 | 42 | -4  | 44  |
|  | 10. | Lushnja (D)            | 36 | 2  | 5  | 29 | 29 | 86 | -57 | 11  |

|  | Clasificado para la segunda ronda previa de la Liga de Campeones 2018-19. |
|  | Clasificado para la primera ronda previa de la Liga Europa 2018-19.       |
|  | Descendido a la Primera División.                                         |

| (C) Campeón    |
| (D) Descendido |

## Resultados
|            | FLA | KAM | KUK | LAÇ | LUF | LUS | PAR | SKË | TEU | VLL |
| ---------- | --- | --- | --- | --- | --- | --- | --- | --- | --- | --- |
| Flamurtari |     | 1–0 | 1–1 | 0–1 | 0–0 | 3–1 | 1–0 | 1–1 | 0–0 | 2–0 |
| Kamza      | 0–3 |     | 2–2 | 3–1 | 0–1 | 2–1 | 1–0 | 1–1 | 1–1 | 1–0 |
| Kukësi     | 1–1 | 1–0 |     | 3–0 | 1–2 | 1–3 | 1–2 | 1–2 | 4–2 | 2–2 |
| Laçi       | 1–1 | 0–1 | 0–1 |     | 0–1 | 3–1 | 1–0 | 1–0 | 0–0 | 2–0 |
| Luftëtari  | 1–1 | 1–2 | 0–3 | 1–1 |     | 2–0 | 5–0 | 2–0 | 2–3 | 0–0 |
| Lushnja    | 0–1 | 0–0 | 0–2 | 0–3 | 0–0 |     | 0–3 | 1–3 | 2–1 | 0–2 |
| Partizani  | 0–1 | 2–0 | 0–0 | 0–2 | 2–0 | 0–0 |     | 0–0 | 2–1 | 3–1 |
| Skënderbeu | 2–0 | 1–1 | 2–1 | 2–1 | 2–0 | 4–1 | 2–0 |     | 3–1 | 4–1 |
| Teuta      | 1–2 | 0–1 | 1–2 | 1–1 | 2–1 | 2–2 | 1–2 | 1–4 |     | 1–0 |
| Vllaznia   | 1–1 | 3–2 | 1–3 | 1–2 | 2–1 | 2–1 | 0–1 | 0–2 | 0–1 |     |

|            | FLA | KAM | KUK | LAÇ | LUF | LUS | PAR | SKË | TEU | VLL |
| ---------- | --- | --- | --- | --- | --- | --- | --- | --- | --- | --- |
| Flamurtari |     | 2–0 | 1–2 | 0–0 | 0–1 | 2–0 | 1–2 | 0–3 | 3–1 | 1–1 |
| Kamza      | 1–0 |     | 0–1 | 1–2 | 0–0 | 2–1 | 0–1 | 1–2 | 1–2 | 0–0 |
| Kukësi     | 2–2 | 0–1 |     | 1–0 | 2–2 | 2–1 | 4–0 | 2–2 | 3–2 | 2–0 |
| Laçi       | 4–2 | 2–0 | 0–0 |     | 2–2 | 3–1 | 0–3 | 3–2 | 4–2 | 1–0 |
| Luftëtari  | 2–1 | 1–0 | 2–1 | 2–1 |     | 2–0 | 2–2 | 3–1 | 0–0 | 0–0 |
| Lushnja    | 0–2 | 2–3 | 1–2 | 1–3 | 1–2 |     | 1–1 | 2–4 | 2–3 | 0–2 |
| Partizani  | 1–0 | 0–1 | 1–3 | 0–0 | 3–0 | 6–0 |     | 0–1 | 1–3 | 2–0 |
| Skënderbeu | 1–0 | 3–2 | 0–1 | 4–0 | 2–1 | 3–1 | 1–0 |     | 1–3 | 1–5 |
| Teuta      | 0–0 | 3–3 | 3–2 | 1–0 | 2–3 | 6–2 | 1–1 | 1–1 |     | 2–0 |
| Vllaznia   | 3–0 | 0–0 | 2–1 | 1–0 | 0–2 | 4–0 | 0–0 | 2–1 | 2–0 |     |

## Tabla de goleadores
| Rango | Jugador        | Club       | Goles |
| ----- | -------------- | ---------- | ----- |
| 1     | Ali Sowe       | Skënderbeu | 21    |
| 2     | Sindrit Guri   | Kukësi     | 20    |
| 3     | Reginaldo      | Laçi       | 18    |
| 4     | Kristal Abazaj | Luftëtari  | 13    |
| 4     | Sebino Plaku   | Kamza      | 13    |
| 6     | Elis Bakaj     | Kukësi     | 12    |
| 7     | Fatjon Sefa    | Lushnja    | 10    |
| 7     | James Adeniyi  | Skënderbeu | 10    |
| 7     | Myrto Uzuni    | Laçi       | 10    |
| 7     | Xhevahir Sukaj | Vllaznia   | 10    |